# Julius Reiter

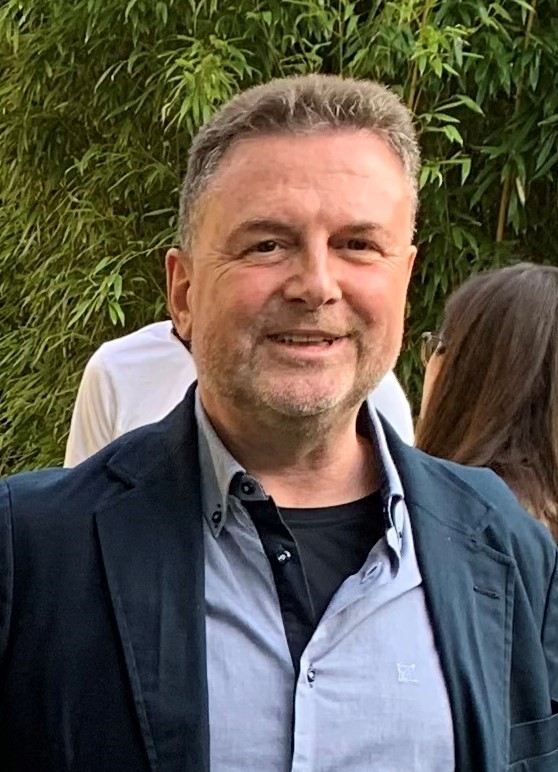
Julius Reiter (2022)

Julius Reiter (* 17. Mai 1964 in Neumünster) ist ein deutscher Rechtsanwalt, Autor und Professor für Wirtschaftsrecht mit den Schwerpunkten Bank-, IT-Recht und Compliance.

## Werdegang
Reiter wuchs als Sohn einer italoamerikanischen Mutter und eines deutschen Vaters in Norddeutschland und Italien (Parma) auf und studierte Rechtswissenschaften an den Universitäten Kiel, Paris und Köln. Nach dem ersten und zweiten juristischen Staatsexamen (1995 und 1998) promovierte er an der Humboldt-Universität zu Berlin. Während dieser Zeit war er sieben Jahre lang als wissenschaftlicher Mitarbeiter von Gerhart Baum im Deutschen Bundestag in Bonn aktiv, mit dem er später in der gemeinsamen Kanzlei zusammenarbeitete.
Nach dem Staatsexamen begann Reiter seine Tätigkeit als Rechtsanwalt und war einige Jahre in einer auf Bank- und Kapitalmarktrecht spezialisierten Kanzlei tätig, bevor er 2001 mit Olaf Methner die Kanzlei Baum Reiter & Collegen in Düsseldorf gründete mit den Schwerpunkten Bankhaftungs-, Kapitalanlage- und Kreditrecht, IT- sowie Arbeitsrecht. Im selben Jahr schloss er den Fachanwaltslehrgang für Arbeitsrecht ab. Seit 2008 ist er zudem Fachanwalt für Bank- und Kapitalmarktrecht, seit 2014 Fachanwalt für Informationstechnologierecht. Er wird regelmäßig als Sachverständiger zu Gesetzgebungsverfahren in den Bundestag geladen.
Mit seiner Kanzlei vertrat Reiter zahlreiche geschädigte Anleger im Schrottimmobilienskandal. sowie Betroffene von Datenskandalen bei der Telekom und der Deutschen Bahn AG Zu Reiters großen Fällen gehörte darüber hinaus die Loveparade-Katastrophe von Duisburg: Hier betreute seine Kanzlei Opfer und Hinterbliebene; zudem handelte er mit der nordrhein-westfälischen Staatskanzlei einen Opferfonds im Volumen von fünf Millionen Euro aus. Auch im VW-Abgasskandal vertrat Reiters Kanzlei zahlreiche Betroffene. Darüber hinaus handelte sie 2022 für die Familien der Opfer des Olympia-Attentats eine Entschädigung aus. Die Familien nahmen daraufhin an der offiziellen Gedenkveranstaltung zum 50. Jahrestag teil.
Reiter lehrte von 2011 bis 2021 an der FOM Hochschule in Düsseldorf Bank- und Kreditrecht sowie IT-Recht; 2012 wurde er zum Professor für Wirtschaftsrecht ernannt. Zudem ist er Mitgründer und Geschäftsführer des Legal-Tech-Unternehmens „VIER iusta“.

## Engagement
Seit 2019 ist Reiter Vorstandsmitglied von Transparency International Deutschland. Außerdem ist er Gründungsmitglied der Lobby für Demokratie (Düsseldorf) und der Bürgerbewegung Finanzwende e. V.
Reiter ist FDP-Mitglied, 2017 war er in der Arbeitsgruppe Innen-, Recht und Justiz an den Koalitionsverhandlungen in Nordrhein-Westfalen beteiligt. Im selben Jahr wurde er in die Regierungskommission „Mehr Sicherheit für Nordrhein-Westfalen“ berufen. In dieser sogenannten „Bosbach-Kommission“ wirkte er als Experte für Informationstechnologierecht.
2003 gründete Reiter den Lions Club Düsseldorf-Schloss Benrath.

## Besondere Fälle
- Zusammen mit Gerhart Baum und Peter Schantz legte Reiter Verfassungsbeschwerde gegen die Online-Durchsuchung ein. Das Bundesverfassungsgericht erklärte am 27. Februar 2008 weite Teile des Gesetzes für verfassungswidrig. In der Urteilsbegründung hieß es, dass es „einen Kernbereich unbeobachteter Kommunikation geben muss.“[15] Das Bundesverfassungsgericht begründete auf Grund dieser Verfassungsbeschwerde in dem Verfahren das so genannte „Computer-Grundrecht“ in Fortschreibung des allgemeinen Persönlichkeitsrechts.
- Verfassungsbeschwerde gegen die Vorratsdatenspeicherung: In diesem Verfahren war Gerhart Baum Beschwerdeführer, die Kanzlei Baum Reiter & Collegen trat als Prozessbevollmächtigte vor dem Bundesverfassungsgericht auf. Die Beschwerde richtete sich gegen die gesetzliche Verpflichtung, anlasslos alle telefonischen Verbindungsdaten für sechs Monate zu speichern. Dieses Gesetz wurde auf Grund der Verfassungsbeschwerde für verfassungswidrig und nichtig erklärt.[16]
- Verfassungsbeschwerde gegen die Neufassung des BKA-Gesetzes: Die Verfassungsbeschwerde richtete sich gegen die gesetzliche Möglichkeit, selbst Geheimnisträger abhören zu dürfen.[17]
- Telekom-Bespitzelungsaffäre: Reiters Kanzlei vertrat die von rechtswidrigen Bespitzelungen aus der Zeit ab 2006 betroffenen Arbeitnehmer-Vertreter im Aufsichtsrat der Deutschen Telekom sowie betroffene Betriebsräte und deren Mitarbeiter. Von der Telekom wurden Entschädigungszahlungen für die Verletzung des allgemeinen Persönlichkeitsrechts geleistet.
- Datenschutzaffäre Deutsche Bahn AG: Reiters Kanzlei wurde 2009 vom Aufsichtsrat der Deutschen Bahn beauftragt, Sonderermittlungen zur Aufklärung der Datenschutzaffäre bei der Deutschen Bahn durchzuführen. Dabei ging es um Personaldaten-Screening, E-Mail-Filterung und die Bespitzelung von Bahnkritikern aus dem parlamentarischen Umfeld.[18]
- Loveparade-Verfahren: Die Kanzlei vertrat über 100 Opfer und Hinterbliebene der Loveparade-Katastrophe von Duisburg.[19]

## Veröffentlichungen (Auswahl)

### Bücher
- mit Michael Harz, Raimund Weyand, Olaf Methner, Daniel Noa: ‚Mit Compliance Wirtschaftskriminalität vermeiden‘, Risikoprävention, Früherkennung, Fallbeispiele. Schäffer-Poeschel Verlag, Stuttgart 2012, ISBN 978-3-7992-6472-3.
- mit Gerhart Baum, Olaf Methner: Abkassiert. Die skandalösen Methoden der Finanzbranche. Rowohlt Verlag, Reinbek bei Hamburg 2009, ISBN 978-3-498-00662-4.
- Entstehungsgeschichte und staatsrechtliche Theorie der italienischen Carta del Lavoro (= Rechtshistorische Reihe, Bd. 316). Peter Lang Verlag, Frankfurt am Main 2005, ISBN 978-3-631-54340-5.

### Kommentierungen und Beiträge
- mit Olaf Methner: Inhalt, Schranken und Gleichbehandlungsgrundsatz bei Versorgungszusagen. In: Haufe-Praxishandbuch Betriebliche Altersversorgung. Gruppe 3, Haufe, Freiburg im Breisgau 2007, ISBN 978-3-448-08329-3, S. 13 ff.
- mit Gerhart Baum, Olaf Methner: § 34: Beendigung des Darlehensvertrages. In: Peter Derleder, Heinz Georg Bamberger, Kai-Oliver Knops: Handbuch zum deutschen und europäischen Bankrecht, Springer Verlag, Wien 2009, ISBN 978-3-540-76644-5.
- mit Olaf Methner: Gesetzentwurf zum Anlegerschutz – Wiederherstellung von Vertrauen in Zeiten der Finanzkrise. Gastkommentar. In: Der Betrieb 2009, Heft 14, Editorial.
- Produktinformationsblätter und Haftung. In: Hartmut Koschyk, Stefan Leible, Klaus Schäfer (Hrsg.): Anlegerschutz und Stabilität der Finanzmärkte, JWV Jenaer Wissenschaftliche Verlagsgesellschaft, Jena 2012, ISBN 978-3-86653-224-3, S. 229–234.
- mit Olaf Methner: Compliance. In: Thomas Jäschke (Hrsg.): Datenschutz im Gesundheitswesen. Grundlagen, Konzepte, Umsetzung, Medizinisch Wissenschaftliche Verlagsgesellschaft, Berlin 2016, ISBN 978-3-95466-257-9, S. 377–388.
- mit Olaf Methner, Bénédict Schenkel, Sarah Kinzler: Neutraler Server4 für Fahrzeugdaten: Garant für Datenschutz und Datensicherheit am Beispiel des Fahrmodusspeichers. In: Stiftung Datenschutz (Hrsg.): Datenschutz im vernetzten Fahrzeug. Erich Schmitt Verlag, Berlin 2020, ISBN 978-3-503-18754-6, S. 153–172.